# چو یو جونگ
چو یو جونگ (کره‌ای: 조여정؛ زادهٔ ۱۰ فوریه ۱۹۸۱) بازیگر اهل کره جنوبی است. از فیلم‌هایی که وی در آن نقش داشته‌است می‌توان به خدمتکار و هدف و انگل اشاره کرد. او بیشتر به خاطر بازی در نقش خانم پارک در فیلم انگل که جایزه اسکار ۲۰۱۹ را از آن خود کرد شناخته می‌شود.

## زندگی و حرفه

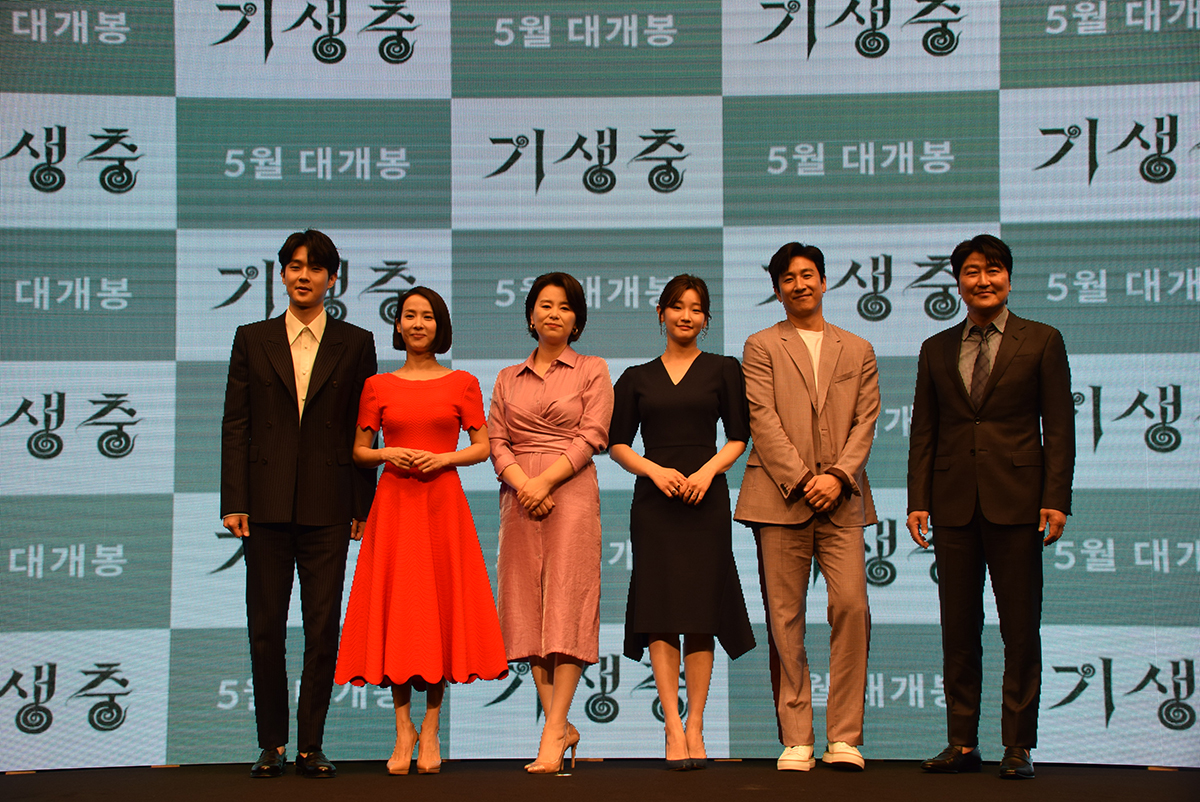
چو یو جونگ در کنار بازیگران فیلم پاراسایت

### شروع کار
چو یو جونگ در سئول کره جنوبی متولد شد. او در سال ۱۹۹۷ در ۱۶ سالگی در مجله CeCi آغاز کرد و از سال ۱۹۹۹ به‌طور جدی بازیگری را آغاز کرد. با وجود حضور در مجموعه‌های تلویزیونی درام، فیلم‌های موسیقایی و تبلیغات تلویزیونی، وی ناشناخته ماند. در این دوره، او همچنین از نقش محدودی که به او پیشنهاد می‌شد ناراضی بود.

### درخشش
سپس چو در سال ۲۰۱۰ با بازی به عنوان زن جاه طلب چوسانی در درام خدمتکار ظاهر شد و مورد توجه قرار گرفت. وی در فیلم دارای رتبه R که نسخه جدید اقتباسی و غم‌انگیز از داستان مشهور کره ای داستان چونهیانگ، که به علت دارا بودن صحنه‌های جنسی زیاد توسط تعدادی از بازیگران زن رد شده بود، ظاهر شد. چو از فرصت استفاده کرد به طوری که که این فیلم یک پله عظیم در زندگی حرفه ای او شد. پس از اکران فیلم، چو با موفقیت از اینکه «یک چهره زیبا دیگر» در صحنه سرگرمی کره باشد فرار کرد.

### کارهای دیگر
در سال ۲۰۱۱، چو در مجموعه تلویزیونی من یک حس عاشقانه می‌خوام، یک کمدی جنسی صریح و خنده دار در مورد گروهی از دوست دختران سی و چند ساله که در حال دوستیابی در سئول هستند، بازی کرد.
در سال ۲۰۱۵، چو در یک کمدی جنسی خانهٔ عشق: انحصاری برای خانم‌ها بازی کرد. وی این دربارهٔ گفت که این کار باعث شد تا او متوجه شود «دیدن مردم که به خاطر من می‌خندند، چقدر خوشحال‌کننده است. خانهٔ عشق: انحصاری برای خانم‌ها اولین فیلمی است که من در مدت طولانی انجام داده‌ام که داستان آن روی زنان متمرکز است. امیدوارم با تکیه بر موفقیت این فیلم، فیلم‌های بیشتری با صدا و تجربیات زنان ساخته شود.»